# Thousand Oaks
Thousand Oaks est une municipalité américaine du sud-est du comté de Ventura en Californie. Elle doit son nom aux nombreux chênes que l'on trouve dans la région (Thousand Oaks signifie Mille Chênes). Le chêne se retrouve aussi sur le blason de la ville.
La ville se trouve dans la vallée de Conejo où on trouve, en plus de Thousand Oaks, Agoura Hills, Newbury Park (en), Oak Park, Westlake Village, au nord-ouest de l'aire urbaine de Los Angeles. La population de la ville s'élève à 126 683 habitants (2010) sur une surface de 142,5 km2 et est essentiellement une ville de banlieue.

## Histoire
Le site fut d'abord occupé par les Chumash, un peuple Amérindien du sud de la Californie. En 1542, l'explorateur João Rodrigues Cabrilho revendique le territoire pour l'Espagne. Le gouvernement espagnol crée ensuite le Rancho El Conejo (qui a donné son nom à la vallée de Conejo) occupé par des cow-boys pendant 50 ans. À la fin du XIXe siècle, le site devient une étape pour les diligences entre Los Angeles et Santa Barbara. La famille Janns, urbaniste, créa une véritable ville nouvelle au début des années 1900. Elle devient une municipalité en 1964. Un des premiers parc d'attractions de Californie, aujourd'hui détruit, a vu le jour à Thousand Oaks. La vallée a aussi été le lieu de tournage de nombreux films (Naissance d'une nation, Tarzan et Les Aventures de Robin des Bois), principalement au Russell Ranch, aussi désigné sous les noms de Janss Ranch et Albertson Ranch, lieu détruit depuis 1969 au profit de lotissements.

## Économie
L'économie de la ville est basée sur des industries de pointe comme les biotechnologies, l'électronique, l'aérospatiale, les télécommunications, la santé et la finance. Thousand Oaks se trouvant dans la banlieue de Los Angeles, la majorité des habitants travaille dans son aire économique. L'U.S. Route 101 traverse la ville et permet de la relier à Thousand Oaks et à Santa Barbara.

## Démographie
| Groupe            | Thousand Oaks | Californie | États-Unis |
| ----------------- | ------------- | ---------- | ---------- |
| Blancs            | 80,3          | 57,6       | 72,4       |
| Asiatiques        | 8,7           | 13,1       | 4,8        |
| Métis             | 3,8           | 4,9        | 2,9        |
| Autres            | 5,5           | 17,4       | 6,4        |
| Afro-Américains   | 1,3           | 6,2        | 12,6       |
| Amérindiens       | 0,4           | 1,0        | 0,9        |
| Total             | 100           | 100        | 100        |
|                   |               |            |            |
| Latino-Américains | 16,9          | 37,6       | 16,7       |

Selon l'American Community Survey, pour la période 2011-2015, 76,20 % de la population âgée de plus de 5 ans déclare parler l'anglais à la maison, 12,62 % déclare parler l'espagnol, 2,73 % une langue chinoise, 0,81 % le persan, 0,64 % l’allemand, 0,61 % l’hindi, 0,57 % français et 5,81 % une autre langue.
| Indicateur                             | Thousand Oaks | États-Unis |
| -------------------------------------- | ------------- | ---------- |
| Personnes de moins de 5 ans            | 4,7 %         | 6,1 %      |
| Personnes de moins de 18 ans           | 22,4 %        | 22,6 %     |
| Personnes de plus de 65 ans            | 16,9 %        | 15,6 %     |
| Femmes                                 | 50,7 %        | 50,8 %     |
| Personnes par foyer                    | 2,76          | 2,64       |
| Vétérans                               | 4,9 %         | 8,0 %      |
| Personnes nées étrangères à l'étranger | 18,9 %        | 13,2 %     |
| Personnes sans assurance maladie       | 9,6 %         | 10,2 %     |
| Personnes avec un handicap             | 5,6 %         | 8,6 %      |
| Revenus annuels                        | 47 423 $      | 29 829 $   |
| Personnes sous le seuil de pauvreté    | 6,5 %         | 12,3 %     |
| Diplômés du lycée                      | 92,7 %        | 87,0 %     |
| Diplômés de l'université               | 49,6 %        | 30,3 %     |

| 1950  | 1960  | 1970   | 1980   | 1990    | 2000    |
| ----- | ----- | ------ | ------ | ------- | ------- |
| 1 243 | 2 934 | 35 873 | 77 072 | 104 352 | 117 005 |

| 2010    | 2020    | - | - | - | - |
| ------- | ------- | - | - | - | - |
| 126 683 | 126 966 | - | - | - | - |

## Galerie photographique

Panorama dans la campagne de Thousand Oaks, dans le Chumash Indian Museum. Mai 2019.

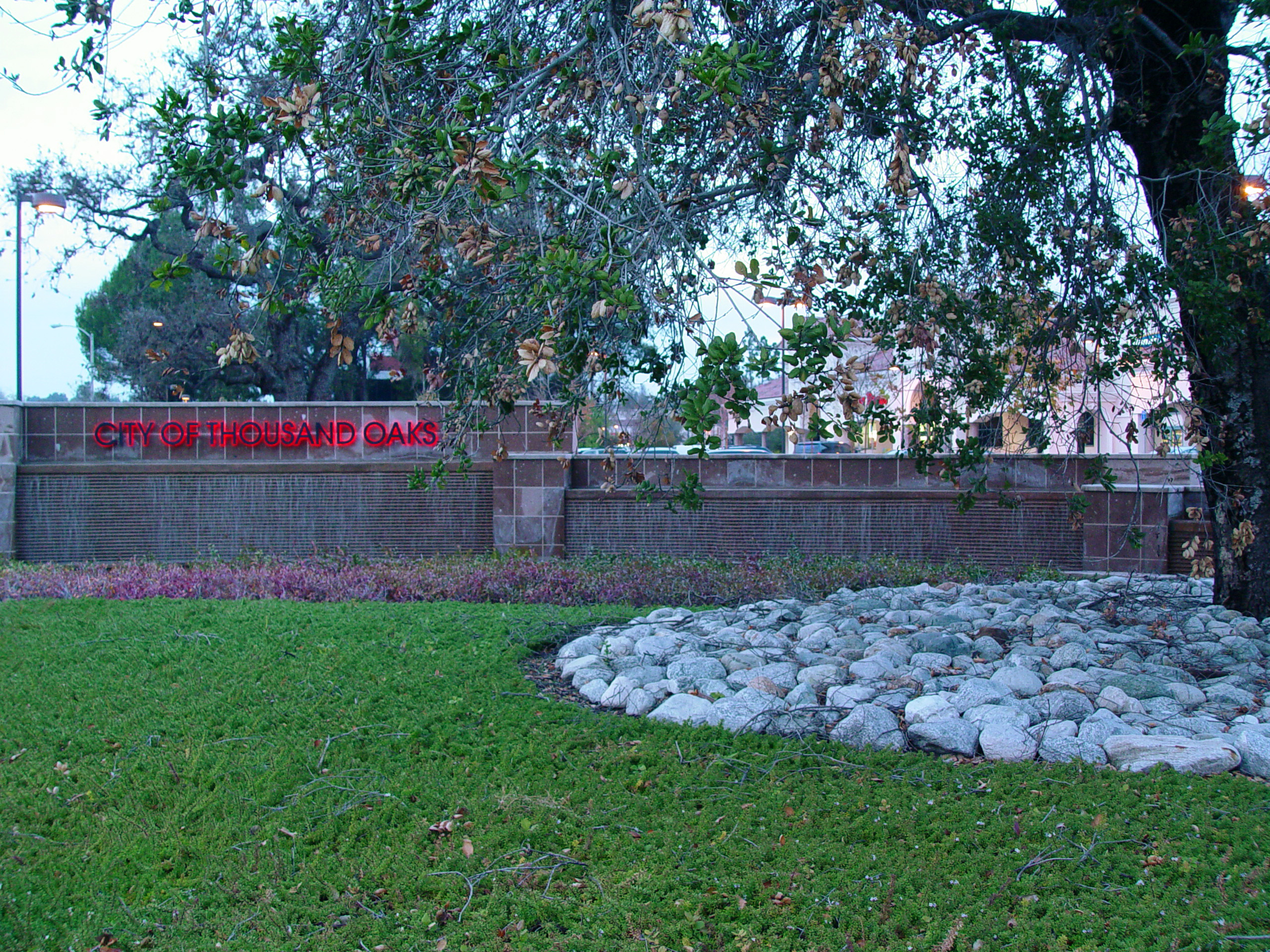
Thousand Oaks, avec un chêne.
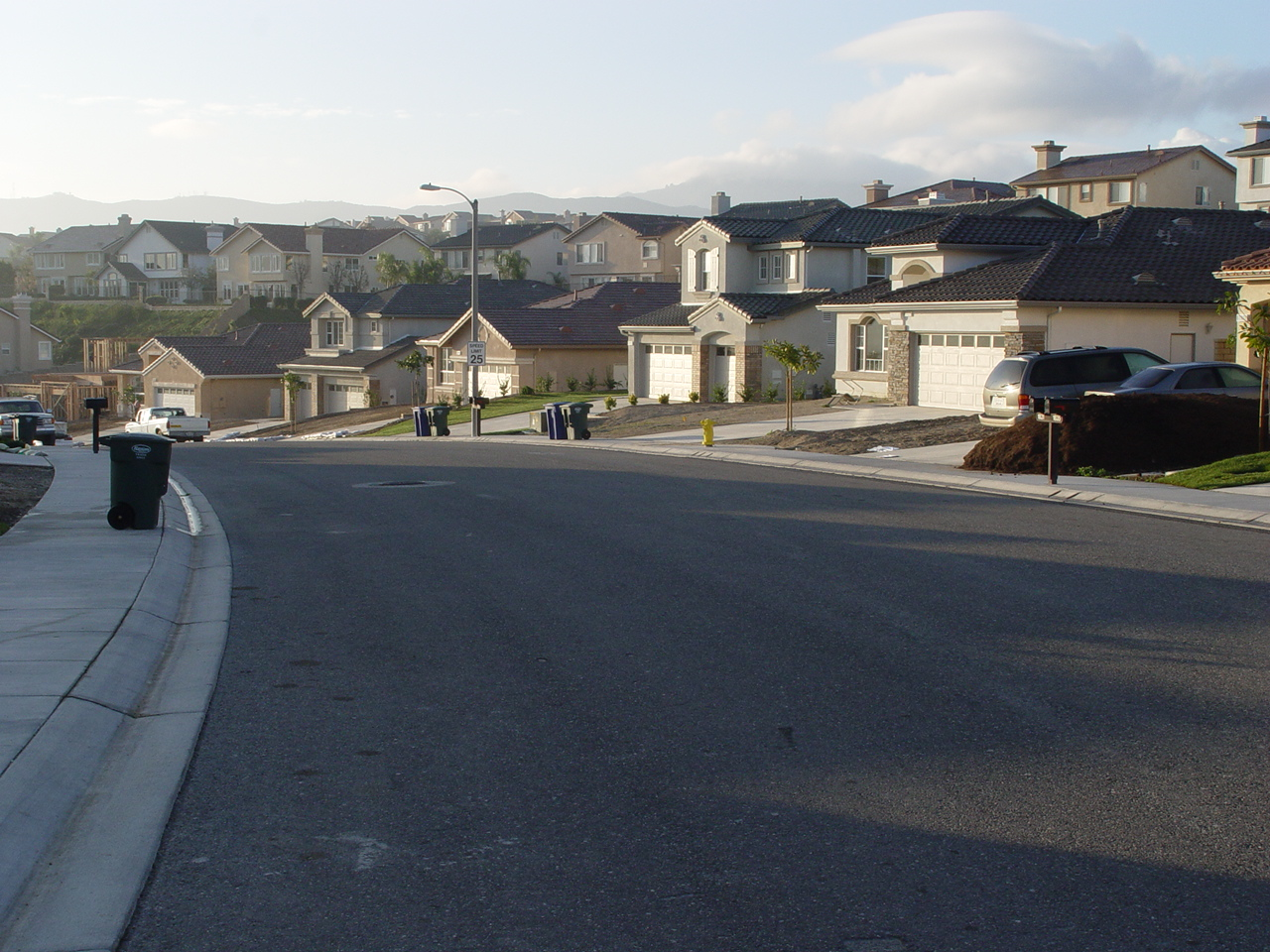
Thousand Oak en 2003.